# Ligue d'Auvergne de football
La Ligue d'Auvergne de football est un organe fédéral dépendant de la Fédération française de football créé en 1923 et chargé d'organiser les compétitions de football au niveau de l'Auvergne et du Bourbonnais. 
Cette ligue est au départ composée principalement des clubs de l'Allier, du Cantal, de la Creuse, de la Nièvre et du Puy-de-Dôme. L'évolution du football français a profondément modifié la morphologie de cette ligue qui a depuis perdu les clubs des départements de la Creuse et de la Nièvre et récupéré les clubs de la Haute-Loire, se calquant ainsi exactement sur la région administrative de l'Auvergne.

## Histoire
La Ligue d'Auvergne de football association voit le jour le 22 juillet 1923 à Moulins, lors d'une Assemblée générale extraordinaire, qui entérine le changement de nom de la Ligue du Plateau-Central, annoncé lors du Conseil national de la 3FA, du 7 juillet précédent. En effet, lors de cette réunion, la  Commission d’étude de la révision du cadastre des Ligues régionales recommande plusieurs modifications. La plus importante consiste à dépecer le Plateau-central ; la Ligue du Midi reçoit le département du Lot, celle des Charentes reçoit la Corrèze, la Haute-Vienne et la Dordogne. Le département de la Creuse, qu’aucune ligue ne demande, reste attaché au Plateau-central. Cette ligue est donc formée de la Marche, du Bourbonnais, du Nivernais et de l’Auvergne. Monsieur Maurice de Vienne, membre du Bureau de la FFFA, propose alors de la renommé «Ligue d’Auvergne». 
La Ligue du Plateau-Central est créée en 1920 sous le nom de Ligue du Limousin, est change son titre en 1921 après l’agrandissement de ses limites territoriales.
À sa création, la Ligue d’Auvergne reprend le district Est de la Ligue du Plateau-Central, plus les clubs de la Creuse qui seront régis par un district créé début 1924. 
En 1929, pendant le Conseil national du 12 janvier, l'Auvergne reçoit de la Ligue du Lyonnais une partie du département de la Haute-Loire, l’arrondissement de Brioude. 
À partir de 1932, sur l’initiative de membre originaire de l’Allier du Conseil de la Ligue, les districts sont formés l’un après l’autre, suivant approximativement les départements. 
À l’issue de la Bataille de France, et de mise en place de la ligne de démarcation, la Ligue est coupée en deux en 1940 : le District de la Nièvre et une partie de l’Allier en zone occupée, le reste en zone libre. 
Comme toutes les ligues, le 31 mai 1942, la Ligue d’Auvergne est dissoute par décision du Commissariat général à l’éducation et aux sports, conformément à la loi No.2498, du 20 décembre 1940. Un Comité régional d’Auvergne est mise en place avec un cadastre bien différent de celui de la Ligue ; il comprend les départements de l’Allier, du Puy-de-Dôme, du Cantal et de la Haute-Loire. Les clubs de l’Allier en zone occupée (Moulins) sont alors rattachés au district du Nivernais, partie du nouveau Comité de Bourgogne. 
À la libération, la Ligue d’Auvergne est rétablie dans ces limites d’avant-guerre. Rapidement, la totalité du département de la Haute-Loire lui est attribué, alors que celui de la Creuse rejoint la Ligue du Centre-Ouest. 
Dans le cadre d’une nouvelle réforme des cadastres des Ligues de la Fédération, prévue en 1967 pour les calquer sur les Académies, le District de la Nièvre est autorisé, par le Conseil National de la FFF du 2 juillet 1966, à rejoindre la Ligue de Bourgogne dès la saison 1966/67. 
La Ligue d’Auvergne est fusionnée avec celle de Rhône-Alpes, à la suite de la réforme territoriale des régions, le 1er octobre 2016, pour former la Ligue Auvergne-Rhône-Alpes de football.
Tout au long de son existence, la Ligue d’Auvergne a incorporé dans ces championnats des clubs limitrophes, hors de ces limites territoriales, comme la CA Bourbonnais, de Bourbon-Lancy (71), dans les années 1930, ou plus récemment l’Entente Nord Lozère.

## Les clubs de la Ligue au niveau national

### Palmarès principal des clubs de la LLR
Aucun club de la ligue n'a remporté de compétition majeure en France ou atteint la Ligue 1 point culminant du football français. Parmi les différentes ligues régionales de métropole, c'est la seule Ligue dans ce cas-là. 
Quatre clubs régionaux ont néanmoins déjà atteint la Ligue 2, l'EDS Montluçonnais, le CO Puy, le RC Vichy et le Clermont Foot 63 qui y évolue toujours.
Domination en Auvergne depuis 1922
- De 1923 à 1938 et de 1939 à 1940 : Club le mieux classé en championnat d'Auvergne.
- De 1938 à 1939, de 1940 à 1941 et de 1943 à 1944 : Information non connue.
- De 1942 à 1943 et de 1944 à 1945 : Club le mieux classé en championnat de guerre.
- De 1941 à 1942 : Club le mieux classé en championnat amateur de guerre.
- Depuis 1945 : Club le mieux classé en division nationale.

* ASAV : ASA Vauzelles - ASC : AS Clamecycoise - RCE : RC Entrains - USM : US Montluçon

## Palmarès des compétitions régionales
Il existe depuis 1923 un championnat d'Auvergne organisé par la LAF et ses ancêtres.
Les palmarès de ces compétitions sont listés ci-dessous :
| Saison | Division d'Honneur           | Division d'Honneur Régionale                                    | Promotion d'Honneur Régionale                                                                                                | Division d'Honneur Féminine      |
| ------ | ---------------------------- | --------------------------------------------------------------- | --- | -------------------------------- |
| 1924   | ASA Vauzelles                | -                                                               | - | -                                |
| 1925   | Stade Clermontois            | -                                                               | - | -                                |
| 1926   | US Ambertoise                | -                                                               | - | -                                |
| 1927   | AS Clamecycoise              | -                                                               | - | -                                |
| 1928   | AS Montferrand               | -                                                               | - | -                                |
| 1929   | RC Entrains                  | -                                                               | - | -                                |
| 1930   | US Montluçon                 | -                                                               | - | -                                |
| 1931   | AS Moulinoise                | -                                                               | - | -                                |
| 1932   | CAS Thiers                   | -                                                               | - | -                                |
| 1933   | CAS Thiers                   | -                                                               | - | -                                |
| 1934   | AS Moulinoise                | -                                                               | - | -                                |
| 1935   | AS Moulinoise                | -                                                               | - | -                                |
| 1936   | Stade Clermontois            | -                                                               | - | -                                |
| 1937   | ASA Vauzelles                | -                                                               | - | -                                |
| 1938   | AS Moulinoise                | -                                                               | - | -                                |
| 1939   | ASA Vauzelles                | -                                                               | - | -                                |
| 1940   | AS Moulinoise                | -                                                               | - | -                                |
| 1941   | -                            | -                                                               | - | -                                |
| 1942   | Stade Clermontois            | -                                                               | - | -                                |
| 1943   | AS Montferrand               | -                                                               | - | -                                |
| 1944   | AS Nérisienne                | -                                                               | - | -                                |
| 1945   | SA Thiernois                 | -                                                               | - | -                                |
| 1946   | Aiglons Montluçon            | -                                                               | - | -                                |
| 1947   | EDS Montluçonnais            | -                                                               | - | -                                |
| 1948   | RC Vichy                     | -                                                               | - | -                                |
| 1949   | Stade Riomois                | -                                                               | - | -                                |
| 1950   | EDS Montluçonnais            | -                                                               | - | -                                |
| 1951   | La Combelle CAB              | -                                                               | - | -                                |
| 1952   | Sportif Saint-Yorre          | -                                                               | - | -                                |
| 1953   | SA Thiernois                 | -                                                               | - | -                                |
| 1954   | Sportif Saint-Yorre          | -                                                               | - | -                                |
| 1955   | CSA Brassac                  | -                                                               | - | -                                |
| 1956   | La Combelle CAB              | -                                                               | - | -                                |
| 1957   | Stade Riomois                | -                                                               | - | -                                |
| 1958   | CSA Brassac                  | -                                                               | - | -                                |
| 1959   | EDS Montluçonnais            | -                                                               | - | -                                |
| 1960   | AS Moulinoise                | -                                                               | - | -                                |
| 1961   | RC Vichy                     | -                                                               | - | -                                |
| 1962   | SA Thiernois                 | -                                                               | - | -                                |
| 1963   | La Combelle CAB              | -                                                               | - | -                                |
| 1964   | AS Montferrand               | -                                                               | - | -                                |
| 1965   | FC Cournon                   | -                                                               | - | -                                |
| 1966   | Stade Riomois                | -                                                               | - | -                                |
| 1967   | KSP Montjoie-Youx            | -                                                               | - | -                                |
| 1968   | AS Moulinoise                | -                                                               | - | -                                |
| 1969   | La Combelle CAB              | -                                                               | - | -                                |
| 1970   | CSA Brassac                  | -                                                               | - | -                                |
| 1971   | Stade Clermontois            | -                                                               | - | -                                |
| 1972   | FC Cournon                   | -                                                               | - | -                                |
| 1973   | EDS Montluçonnais R          | -                                                               | - | -                                |
| 1974   | CO du Puy                    | -                                                               | - | -                                |
| 1975   | US Saint-Georges-les-Ancizes | -                                                               | - | -                                |
| 1976   | US Messeix                   | -                                                               | - | -                                |
| 1977   | CSA Brassac                  | -                                                               | - | -                                |
| 1978   | FC Cournon                   | -                                                               | - | -                                |
| 1979   | Aurillac FCA                 | -                                                               | - | -                                |
| 1980   | AA Lapalisse                 | -                                                               | - | -                                |
| 1981   | RC Vichy                     | -                                                               | - | -                                |
| 1982   | FC Riomois                   | -                                                               | - | -                                |
| 1983   | US Beaumontoise              | -                                                               | - | -                                |
| 1984   | INF Vichy R2                 | AA Vergongheon Sauveteurs Brivois                               | - | -                                |
| 1985   | FC Riomois                   | -                                                               | AS Vorey | -                                |
| 1986   | CO du Puy R                  | -                                                               | - | -                                |
| 1987   | CS Arpajon-sur-Cère          | -                                                               | - | -                                |
| 1988   | Clermont FC R                | -                                                               | - | -                                |
| 1989   | Clermont FC R                | -                                                               | - | -                                |
| 1990   | FCUS Ambertoise              | -                                                               | - | -                                |
| 1991   | US Saint-Alban-sur-Limagnole | -                                                               | - | -                                |
| 1992   | AS Moulinoise                | -                                                               | - | -                                |
| 1993   | Clermont Foot                | -                                                               | - | -                                |
| 1994   | FCUS Ambertoise              | -                                                               | - | -                                |
| 1995   | US Saint-Georges-les-Ancizes | -                                                               | - | -                                |
| 1996   | FC Cournon                   | -                                                               | - | -                                |
| 1997   | AS Montferrand               | -                                                               | - | -                                |
| 1998   | USF Le Puy                   | -                                                               | - | -                                |
| 1999   | RC Vichy                     | -                                                               | - | -                                |
| 2000   | AS Moulinoise                | US Murataise (Gr. A) USF Le Puy R (Gr. B)                       | - | -                                |
| 2001   | AS Yzeure                    | EDS Montluçonnais R (Gr. A) AS Domerat (Gr. B)                  | FC Aubière (Gr.A) Clermont Foot R2 (Gr.B) AS Vorey (Gr.C) Espoir Ceyrat (Gr.D)                                               | -                                |
| 2002   | AS Montferrand               | US Saint-Georges-les-Ancizes R (Gr. A) Clermont Foot R2 (Gr. B) | FC Saint-Germain-Laprade (Gr.A) US des Martres de Veyre (Gr.B) AS Chabreloche (Gr.C) CS Volvic R (Gr.D)                      | -                                |
| 2003   | AS Yzeure                    | US Issoire (Gr. A) FC Saint-Germain-Laprade (Gr. B)             | FA Le Cendre (Gr.A) CO Craponne (Gr.B) US Blavozy (Gr.C) Entente Lafeuillade (Gr.D)                                          | Aulnat Sports                    |
| 2004   | USF Le Puy                   | AS Domerat (Gr. A) US Saint-Flour (Gr. B)                       | AS Yzeure R (Gr.A) CS Arpajon-sur-Cère (Gr.B) SA Thiernois (Gr.C) US Marsat (Gr.D)                                           | ES Arpajonnaise                  |
| 2005   | FC Cournon                   | USP Commentry (Gr. A) SA Thiernois (Gr. B)                      | US Ennezat (Gr.A) AS Varennes (Gr.B) US Mozac (Gr.C) SC Saint-Pourçain-sur-Sioule (Gr.D)                                     | CO Veyre-Monton                  |
| 2006   | Aurillac FCA R               | FC Ally Mauriac (Gr. A) US Mozac (Gr. B)                        | US Marmanhac (Gr.A) FC Chamalières (Gr.B) AS Moulins R (Gr.C) La Combelle CAB (Gr.D)                                         | FC Briffons-Perpezat             |
| 2007   | SA Thiernois                 | AS Yzeure R (Gr. A) AS Moulins R (Gr. B)                        | SA Thiernois R (Gr.A) Sauveteur Brivois (Gr.B) US Issoire (Gr.C) Aurillac FCA R2 (Gr.D)                                      | FCF Nord Allier Yzeure R         |
| 2008   | Aurillac FCA R               | Aurillac FCA R2 (Gr. A) FC Riomois (Gr. B)                      | AS Taulhac (Gr.A) US Brioude (Gr.B) Espoir Ceyrat (Gr.C) AS de Saint-Jacques Foot (Gr.D)                                     | Ilets Montluçon                  |
| 2009   | FC Cournon                   | FC Saint-Germain-Laprade (Gr.A) FC Chamalières (Gr.B)           | US Les Martres-de-Veyre (Gr.A) FC Pérignat-lès-Sarliève (Gr.B) FC Cournon R2 (Gr.C) Cebazat Sports (Gr.D)                    | USF Le Puy                       |
| 2010   | AS Moulins R                 | FCUS Ambertoise (Gr.A) CS Volvic (Gr.B)                         | JS Saint-Priest-des-Champs (Gr.A) ASC Saint-Germain-des-Fossés (Gr.B) La Combelle CAB (Gr.C) FC Pérignat-lès-Sarliève (Gr.D) | Olympique Saint-Julien-Chapteuil |
| 2011   | US Saint-Georges-les-Ancizes | Entente Nord Lozère (Gr.A) FC Pérignat-lès-Sarliève (Gr.B)      | SA Thiernois R (Gr.A) AS Espinat (Gr.B) FC Riomois R (Gr.C) Lempdes Sports (Gr.D)                                            | Le Puy Foot                      |
| 2012   | Le Puy Foot                  | Le Puy Foot R (Gr.A) USP Commentry (Gr.B)                       | FC Souvigny (Gr.A) Châtaigneraie Cantal (Gr.B) Ytrac Foot (Gr.C) AS Chadrac (Gr.D)                                           | Aulnat Sports                    |
| 2013   | AS Moulins R                 | RC Vichy (Gr.A) FC Massiac-Molompize-Blesle (Gr.B)              | SCA Cusset (Gr.A) CS Pont-du-Château (Gr.B) Ilets EF Montluçon (Gr.C) AS Moulins R2 (Gr.D)                                   | Aulnat Sports                    |
| 2014   | FC Cournon                   | AS Chadrac (Gr.A) Ytrac Foot (Gr.B)                             | CS Arpajon-sur-Cère (Gr.A) FC Châtel-Guyon (Gr.B) Clermont Foot R2 (Gr.C) US Murataise (Gr.D)                                | Aulnat Sports                    |
| 2015   | SA Thiernois                 | Entente Nord Lozère (Gr.A) FC Chamalières (Gr.B)                | |                                  |
| 2016   | FC Chamalières               | FC Espaly (Gr.A) Lempdes Sports (Gr.B)                          | |                                  |
| 2017   |                              |                                                                 | |                                  |

| Club                         | Champ. |
| ---------------------------- | ------ |
| AS Moulins                   | 12     |
| Clermont Foot                | 7      |
| SA Thiernois                 | 7      |
| FC Cournon                   | 7      |
| Le Puy Foot                  | 5      |
| CSA Brassac                  | 4      |
| La Combelle CAB              | 4      |
| AS Montferrand               | 4      |
| EDS Montluçonnais            | 4      |
| RC Vichy                     | 4      |
| FCUS Ambertoise              | 3      |
| Aurillac FCA                 | 3      |
| Stade Riomois                | 3      |
| US Saint-Georges-les-Ancizes | 3      |
| FC Riomois                   | 2      |
| Sportif Saint-Yorre          | 2      |
| ASA Vauzelles                | 2      |
| AS Yzeure                    | 2      |
| CS Arpajon-sur-Cère          | 1      |
| US Beaumontoise              | 1      |
| AS Clamecycoise              | 1      |
| RC Entrains-sur-Nohain       | 1      |
| AA Lapalisse                 | 1      |
| US Messeix                   | 1      |
| KSP Montjoie-Youx            | 1      |
| Aiglons Montluçon            | 1      |
| US Montluçon                 | 1      |
| US Saint-Alban-sur-Limagnole | 1      |
| INF Vichy                    | 1      |

| Département | Champ. |
| ----------- | ------ |
| Puy-de-Dôme | 44     |
| Allier      | 28     |
| Cantal      | 7      |
| Haute-Loire | 5      |
| Nièvre      | 4      |
| Lozère      | 1      |